# Mitsui Rail Capital

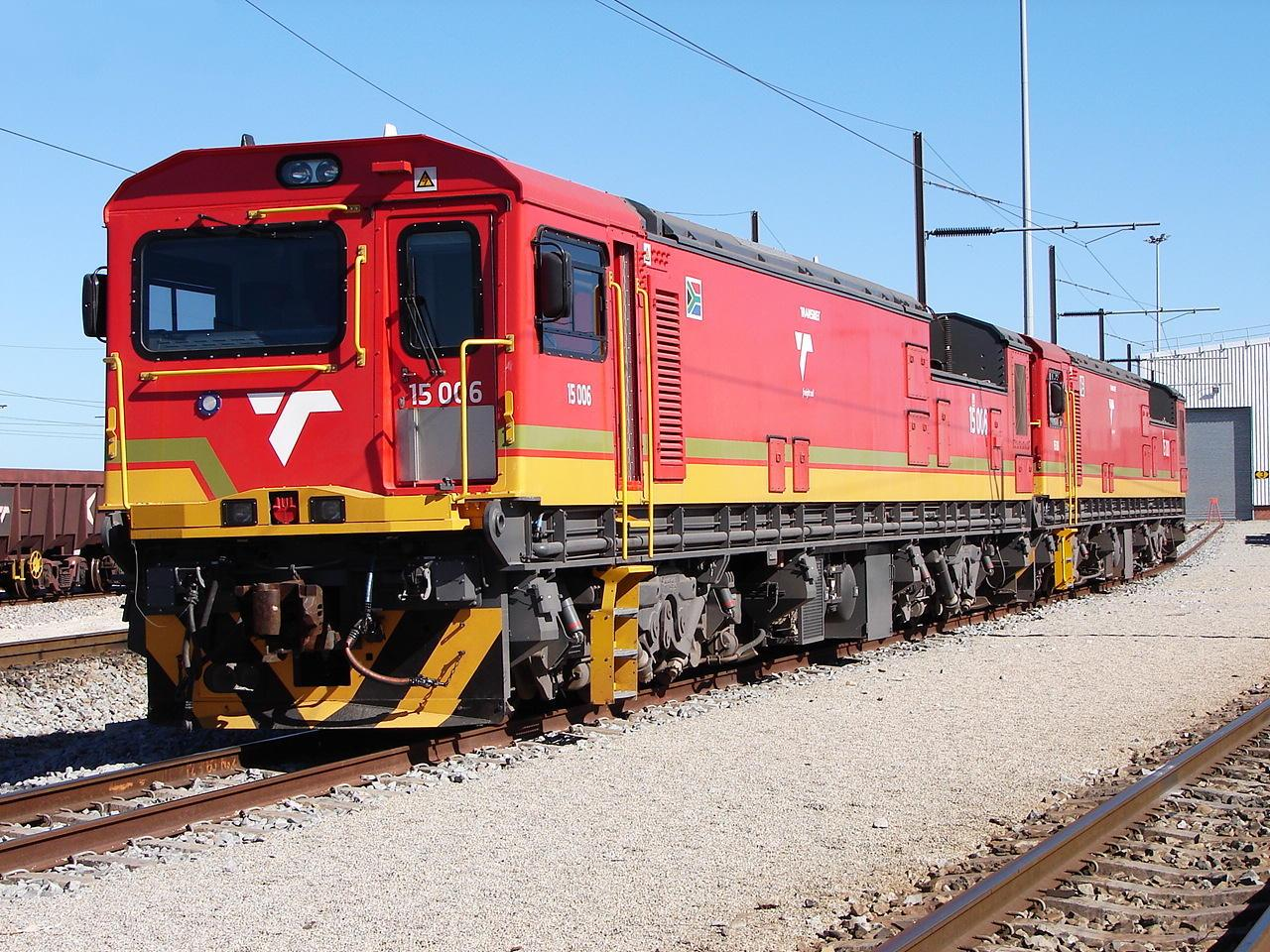
Südafrikanische class 15E, MRC war für das Design verantwortlich

Modern Rail Capital (MRC) ist eine im Eisenbahnsektor tätige Finanzgesellschaft der japanischen Mitsui Group (Mitsui & Co., Ltd.). Haupttätigkeiten sind die Finanzierung und Vermietung (beziehungsweise Leasing) von Eisenbahn-Güterwagen und Lokomotiven.

## Vereinigte Staaten
Modern Rail Capital, LLC (MRC) wurde im Juni 1996 in den USA im Bundesstaat Illinois gegründet und verfügt über Geschäftssitze in Chicago (Illinois) und Des Moines (Iowa).
Das auf Kohletransporte spezialisierte Unternehmen Unitrain wurde 1997 von MRC übernommen. Haupttätigkeit ist seither das Leasinggeschäft mit Güterwaggons, wobei den Schwerpunkt Kohletransportwagen bilden. Darüber hinaus ist MRC auch in der Bewirtschaftung und Wartung von Güterwaggonflotten tätig.

## Lateinamerika
Modern Rail Capital Latin America (MRCLA) wurde im November 2004 in São Paulo in Brasilien gegründet.
Tätigkeitsgebiet von MRCLA ist die Vermietung von Güterwaggons, insbesondere für Erz und landwirtschaftliche Produkte. Beabsichtigt wird außerdem der Zukauf von Logistikzentren, insbesondere Häfen und Umschlagzentren im Inland.
Hauptkunden von MRCLA sind die drei nach Privatisierung der brasilianischen Gütereisenbahn nach 1997 entstandenen Güterverkehrsgesellschaften Companhia Vale do Rio Doce Group, ALL Group und Brasil Ferrovias Group.

## Europa
Mitsui Rail Capital Europe B.V.(MRCE) wurde im Oktober 2004 in Amsterdam in den Niederlanden, als gemeinsames Tochterunternehmen von Mitsui & Co., Ltd. (Japan) und Mitsui & Co. Europe plc. (Vereinigtes Königreich) gegründet.
Im Rahmen der Expansion wurde im September 2006 die Siemens Dispolok GmbH (München) aufgekauft. Auf Beschluss der Gesellschafterversammlung am 24. Januar 2008 wurde die Gesellschaft in MRCE Dispolok GmbH umbenannt. Der Abschluss der Integration erfolgte am 1. April 2008, indem MRCE alle Anteile der Tochtergesellschaft übernahm. Dies wird auch nach außen durch die Umlackierung der Loks in die Hausfarbe schwarz zum Ausdruck gebracht. Die Zentrale in Amsterdam koordiniert Verkauf und Produktion, das Leasinggeschäft wird seit 2008 vom Tochterunternehmen MRCE Dispolok betrieben. Ab März 2013 firmiert die ehemalige MRCE Dispolok unter MRCE GmbH.